# СТС
СТС (від абревіатури Сеть Телевизионных Станций, укр. Мережа Телевізійних Станцій) — російський федеральний телеканал, заснований 1 грудня 1996 року.

## Про телеканал
СТС — перший російський мережевий канал, побудований за принципом партнерства з регіональними телестанціями. Позиціонує себе як «класичний розважальний канал». Належить російській медійній компанії «СТС Медіа».
В ефірі каналу велика кількість фільмів, телесеріалів, мультфільмів і розважальних шоу. Цільова аудиторія СТС: всі від 10 до 45 років. Охоплення російської аудиторії на 2016 рік становить 96,2 %. За даними на 2018 рік займає сьоме місце за часткою аудиторії серед загальнонаціональних каналів (найкращі показники були з 2002 по 2011 рік, коли канал займав четверте місце).
У 2020 році телеканал було заборонено в Україні.
Міжнародна (закордонна) версія телеканалу — «СТС International».

## Історія
- 1 грудня 1996 року московський дециметровий канал AMTV, петербурзький «Шостий канал» і кілька регіональних незалежних телекомпаній були об'єднані під маркою СТС (спочатку розшифровувався як «Співдружність Телевізійних Станцій», а пізніше, з 2002 року, як «Мережа Телевізійних станцій»).
- У 1998 році генеральним директором СТС стає Роман Петренко. При ньому в 1999 році показники каналу наблизилися до показників центральних каналів ОРТ, РТР і НТВ, при цьому випереджаючи ТВ-6 і ТВ-Центр[3][4].
- У 2002 році на телеканалі відбулася зміна менеджменту. Замість Романа Петренка генеральним директором каналу став Олександр Роднянський. При ньому в 2002—2006 роках рейтинги СТС незмінно йшли вгору, наблизившись до показників НТВ[5][6] (у 2006 році частка СТС досягла рекордного для телеканалу значення — 10,4 %[7]). Але потім на СТС настав спад. 2007 рік і початок 2008 року були для каналу невдалими[8].
- У 2007 році СТС перейшов на цілодобове мовлення.
- 24 червня 2008 Олександр Роднянський покинув пост генерального директора СТС. Замість нього генеральним директором каналу став В'ячеслав Муругов. В'ячеславу Муругову вдалося створити цілий ряд успішних оригінальних телепроєктів. Проте в 2010—2015 роках частка аудиторії СТС помітно знизилася[9][10]. Потім вдалося стабілізувати рейтинги, їх спад змінився невеликим зростанням[11].
- 21 грудня 2009 почала мовлення міжнародна версія телеканалу — «СТС International»
- 14 грудня 2012 телеканал СТС увійшов до другого мультиплекс цифрового телебачення Росії.
- 1 лютого 2019 року телеканал перейшов на формат мовлення 16:9[12]. У листопаді 2019 року розпочала мовлення HD-версія телеканалу[13].
- У листопаді 2022 року В'ячеслав Муругов покинув посаду гендиректора телеканалу. Генеральним директором СТС замість нього був призначений Олександр Акопов[14].

## Цифрове мовлення
Мовлення телеканалу СТС здійснюють такі супутники:
- Eutelsat 16A 16° с.д. — пакет «Dixi Молдова» (FTA — сигнал не кодований)
- Eutelsat W4 36° с.д. — пакети «НТВ Плюс», «Триколор ТВ» (кодування — Viaccess 4, Viaccess 5, ADEC, DRE-crypt2 DRE-crypt3, DRE-crypt, Verimatrix)
- INTELSAT 904 60° с.д. — пакет «Актив ТВ» (кодування — Conax, Quintic)
- ABS-2 75° с.д. пакет «МТС ТВ» (кодування — Irdeto)
- Ямал 201 90° с.д. (кодування — BISS)
- Ямал 201 90° с.д. — пакет «РТРС» (FTA — сигнал не кодований)
- Экспресс АМ3 140° с.д. — пакет «Космическая связь» (FTA — сигнал не кодований)

## Програми

### Були в трансляції
| - Час сови - Однажды вечером - ОСП-Студія - Прихована камера - Обережно, модерн! - Перехват - Гарем - Крісло - Чорно-біле - Історії в деталях - Найрозумніший - Життя прекрасне - Хороші жарти - Хороші пісні - 6 кадрів | - Зніміть це негайно! - Університет монстрів - Ігри розуму - Модне кіно - Очень русское ТВ - Хто розумніший за п'ятикласника? - Дитячі пустощі - Даєш молодь! - Пісня Дня - Все по-дорослому - Все по-нашому! - Відеобитва — Конкурс відеороликів - Хочу вірити! - Одні вдома - Неоплачувана відпустка | - Велике місто - Теорія відносності - Інфоманія - Одна за всіх - Історія Російського шоу бізнесу - Слава богу, ти прийшов! - Сміх у великому місті - Український квартал - Мосгорсмех - Нереальна історія - Валера TV - Майстер-шеф - Велике питання - Зважені люди - Руссо туристо |

### Транслюються нині
- Галілео
- Кіно в деталях
- Коледж (реаліті-шоу)
- ПроСТО кухня
- Рогов у справі
- Форт Буаяр (російська версія)
- Уральські пельмені
- Імпровізатори

## Серіали
Наприкінці 1990-х — початку 2000-х років на СТС транслювалися в основному західні телесеріали. Восени 2003 року телеканал запустив лінійку вітчизняних телесеріалів. З цього моменту російські серіали поступово починають витісняти з прайм-тайму імпортні серіали. До 2009 року вітчизняні телесеріали засунули західні на нічний, а також на ранковий ефіри.
У 2000-ні і початку 2010-х років серед російських серіалів було багато як оригінальних проєктів, так і адаптацій зарубіжних серіалів. Однак потім починає чітко проглядатися тенденція на поступову відмову від адаптацій і збільшення числа оригінальних російських серіалів.

### Західні
- Чарівники з Вейверлі Плейс
- Герої
- Всі жінки відьми
- Тайни Смолвілля
- Госпіталь «Королівство»
- Джінн будинку
- Комісар Рекс
- Жнець
- Ідеальний чоловік
- Сабріна - маленька відьма
- Ханна Монтана
- Частини тіла

### Російські
| - Обережно, модерн! 2 - Бідна Настя - Дорога Маша Березіна - Моя прекрасна нянька - Не народися вродливою - Хто в домі господар? - Кадети - Дочки-матері - Татусеві доньки - Атлантида - Ранетки - Я лікую - Руда - Будинок сторчака - Кремлівські курсанти - Любов - не те, що здається - Маргоша - Вороніни - Іграшки | - Світлофор - Закрита школа - Фізика чи Хімія - Вісімдесяті - Щоденник доктора Зайцевої - Дитинко - Поки цвіте папороть - Кухня - Янгол або демон - Останній з Магикян - Молодіжка - Два батька і два сина - Вижити Після - Корабель - Сімейний бізнес - Місяць - Лондонград - Як я став росіянином - Матусі | - Готель Елеон - Ви всі мене бесіте! - Іванови-Іванови - СеняФедя - 90-е. Весело і голосно - Біловоддя. Таємниця загубленої країни - Дылды - Кухня. Війна за готель - Гості з минулого - Родком - Дружина олігарха - Тітка Марта - Проти всіх - Юності - Татусеві доньки. Нові - Галя, у нас скасування! - Плакса - Інспектор Гаврилов |

## Кінопроєкти
СТС брав участь у зйомці і просуванні багатьох російських фільмів: «9 рота», «Напівімла», «Спека», «18—14», «Населений острів», «На грі», «На грі: Новий рівень», «Туман», «На голках», «All inclusive, або Все включено!», «Кухня в Парижі», «Кухня: Остання битва», «Лід», «Вторгнення», «Три кота і море пригод» та інші.

## Логотипи
Телеканал СТС змінив 9 логотипів. Нинішній — 10-й за ліком. З 1996 по 1999 рік стояв в лівому нижньому кутку. З 1999 по теперішній час стоїть в лівому верхньому кутку.
| Логотип | Опис |
| ------- | --- |
|         | 1-й логотип СТС з 1 грудня 1996 по 21 вересня 1997. Був трибарвним, на кожному півколі був певний колір. Стояв у лівому нижньому кутку. |
|         | 2-й логотип СТС з 22 вересня 1997 по 11 листопада 2001. Колір букв СТС був жовтий, їхні звороти білими. З 6 вересня 1999 по 11 листопада 2001 року логотип перемістився в лівий верхній кут. |
|         | 3-й логотип СТС з 12 листопада 2001 по 21 серпня 2005. Колір букв СТС був білий, їхні звороти жовтими, під логотипом була смуга з написом «МОСКВА» або «ПЕТЕРБУРГ». |
|         | 4-й логотип СТС з 22 серпня 2005 по 1 вересня 2007. Колір букв СТС був темно-золотистий, але з більш яскравими золотими зворотами. |
|         | 5-й логотип СТС з 1 вересня 2007 по 14 вересня 2012. Новий логотип був покращенною версією попереднього — дзеркально-золотий (п'ятий) логотип використовувався в заставках. На екрані в цей період продовжув стояти в лівому верхньому кутку звичайний золотий (четвертий) логотип. Проте, з 2007 року в більшості регіонів дзеркально-золотий (п'ятий) логотип замінив собою золотий (четвертий) логотип, регіональні смуги були змінені на білі (у 2005—2007 роках були чорні). В Москві залишалася чорна смуга, яка потім з ефіру була прибрана. З 13 серпня 2009 року і дотепер телеканал не має логотипу «СТС-МОСКВА» і виходить в ефір зі звичайним логотипом СТС, проте московський графік мовлення зберігся. 10 березня 2010 року з 05:30 до 14:25 за московським часом на екрані стояв в лівому верхньому кутку екрану дзеркально-золотий (п'ятий) логотип. |
|         | 6-й логотип СТС з 15 вересня по 25 грудня 2012. Був у вигляді трьох помаранчевих букв СТС. Логотип був повернутий на 45° вправо. |
|         | 7-й логотип СТС з 26 грудня 2012 по 1 листопада 2015. Логотипом було слово СТС жовтого кольору з помаранчевим градієнтом. |
|         | 8-й логотип СТС з 2 листопада 2015 по 20 грудня 2016. Логотипом було слово СТС жовтого кольору. |
|         | 9-й логотип СТС з 21 грудня 2016 по 22 жовтня 2017. Логотипом було слово СТС золотого кольору. |
|         | 10-й логотип СТС з 23 жовтня 2017. Логотип являє собою слово СТС із загостреними кінцівками та жовтого кольору. |